# Dicrostonyx
Dicrostonyx là một chi động vật có vú trong họ Cricetidae, bộ Gặm nhấm. Chi này được Gloger miêu tả năm 1841. Loài điển hình của chi này là Mus hudsonius Pallas, 1778.

## Các loài
Chi này gồm các loài: